# Artur Jorge Marques Amorim
Artur Jorge (n. 14 august 1994, Braga, Portugalia) este un fotbalist portughez, care joacă pe post de fundaș la Setubal în Campeonato de Portugal⁠(d).

## Legături externe
- Profilul lui Artur Jorge Marques Amorim pe ForaDeJogo